# Federació Catalana de Karate
La Federació Catalana de Karate és l'organisme rector que ordena, impulsa i dirigeix tota l'activitat esportiva del karate i les seves disciplines associades a Catalunya. Forma part de la Unió de Federacions Esportives de Catalunya.

## Història
La Federació Catalana va néixer el 1979 després d'independitzar-se de la Federació Catalana de Judo, que controlava aquest esport per mitjà d'un comitè propi des de l'any 1968. El karate va arribar a l'estat espanyol a finals dels anys cinquanta introduïda per Manuel Palacios a Santander i Luis Zapatero a Saragossa. El mateix professor Zapatero i el francès Raimond Thomas van ser les primeres persones que van donar classes de karate a Catalunya l'any 1967. El 1968, diversos pioners com Joaquín Yraizos, Vicente del Olmo, Juan Gil o Ferran Termes van crear un departament de karate dins de la Federació Catalana de Judo, que va acceptar aquest esport com a disciplina associada, després que la Federació Espanyola de Judo també ho hagués fet. El mateix Yraizos va ser el primer delegat d'aquell Comitè de Karate, i posteriorment ho van ser també del Olmo i Gil. Yraizos, del Olmo i Termes van ser també tres dels primers vuit catalans que el 1970 van obtenir els primers cinturons negres de karate que es van concedir a Espanya, i Rainer Boelhoff va ser, el 1970, el primer campió de Catalunya. El mateix 1973 Alfonso Rivilla va ser tercer a l'Europeu disputat a Paterna i Pepín Martínez Jarana el primer català que va ser campió d'Europa el 1977 a París. El karate va ser un comitè de la Federació Catalana de Judo fins que el 1979 es va crear la Federació Espanyola i la Federació Catalana com una territorial de la Federació Espanyola. Un any després de la seva creació, el 1980 es va organitzar a Barcelona el Campionat d'Europa al Palau d'Esports de Barcelona. El 1995 es constituïren els nous estatuts i des d'aleshores aplega el karate i les disciplines associades: kungfu, full-contact, kempo, taijutsu, kobudo, goshindo, tai-txi. El 26 de febrer de 1999 va organitzar la primera edició del Trofeu Ciutat de Barcelona de Karate, en el qual en algunes ocasions ha participat la selecció catalana. Precisament el 2006 la selecció catalana va participar a Hannover en el Campionat del Món júnior i infantil de la World Karate Confederation (WKC), un organisme privat que onze anys abans s'havia escindit de la Federació Internacional de Karate (WKF) i que havia reconegut a la Federació Catalana.

## Presidents

### Ferran Termes Anglès(1979-1981 i 1982-1983)
Mentre era secretari a la Federació Catalana de Judo, es va convertir en un dels introductors del karate i va aconseguir que a partir de 1968 tingués un departament propi en aquesta federació, i quan el karate va aconseguir una federació pròpia, es va convertir en el seu primer president. Va ocupar la presidència en dues etapes diferents, la primera des de la seva fundació fins al mes de novembre de 1981, quan va passar a ser el vicepresident del nou president Josep Maria Jimeno, i la segona entre novembre de 1982, quan es va posar al capdavant d'una junta gestora després de la dimissió de Jimeno. A principis dels anys vuitanta també va ser el president de la Unió Espanyola de Taijutsu.

### Josep Maria Jimeno Rams (1981-1982)
Elegit president el 21 de novembre de 1981, va estar al capdavant de la federació fins a principis del mes d'abril de 1982, quan va dimitir després que el Campionat de Catalunya d'aquell any s'hagués de suspendre a conseqüència del boicot que li van fer diversos clubs i gimnasos. Abans d'arribar a la presidència de la federació va ser també el president del Comitè Organitzador del Campionat d'Europa de karate que es va disputar del 16 al 18 de maig de 1980 al Palau Municipal d'Esports de Barcelona.

### Vicente del Olmo Sánchez(1982)
El 1970 va ser el número dos de la primera promoció de cinturons negres a Espanya, quan ja tenia cinquanta-quatre anys, i posteriorment va arribar a ser cinturó negre setè dan. Va presidir provisionalment la federació dues vegades. La primera des de principis de setembre fins a finals de desembre de 1982, quan va ser el cap visible d'un Consell Directiu provisional en una etapa en què no hi havia president, i la segona el 1987, quan va presidir una junta gestora que va ocupar durant uns mesos el buit existent fins que Josep Bosch va ser elegit. El 1984 va fundar l'Organització Catalana de Karate estil Kiokushinkai (OCK), amb seu a Barcelona, que un any després es va reintegrar a la Federació Catalana de Karate. També va ser entrenador nacional de karate, àrbitre nacional de kumite i kates, i entrenador nacional de taijutsu.

### Lluís Casanova Acón (1983-1986)
Va ser el president entre maig de 1983 i l'11 de març de 1986, i va tenir un especial interès a promocionar el karate entre els infants i entre el col·lectiu de discapacitats.

### Manuel Recoder (1986)
Va ser president durant uns mesos de l'any 1986. Va substituir el dimitit Lluís Casanova a principis de maig de 1986 i va romandre un parell de mesos en el càrrec fins que una junta gestora es va fer càrrec de la federació.

### Josep Bosch Espinalt (1987-)
Es va iniciar en la gimnàstica i en les arts marcials. Primer el judo, després el taekwondo i finalment el karate, esport en què el 1974 es va proclamar campió d'Espanya del pes mitjà, va ser internacional amb la selecció espanyola i va arribar a ser cinturó negre vuitè dan. El 1975 va obrir un gimnàs centrat en el karate a Manresa i posteriorment uns altres a Navarcles, Igualada i Barcelona. El 1980 va entrar a la federació com a director tècnic i seleccionador i l'octubre de 1987 es va convertir en president, després de gairebé un any sense un cap visible en què una junta gestora es va fer càrrec de la federació.